# Puton
Puton is een bestuurslaag in het regentschap Jombang van de provincie Oost-Java, Indonesië. Puton telt 3036 inwoners (volkstelling 2010).